# Coelocarteria spatulosa
Coelocarteria spatulosa är en svampdjursart som beskrevs av Patricia R. Bergquist och Fromont 1988. Coelocarteria spatulosa ingår i släktet Coelocarteria och familjen Isodictyidae.
Artens utbredningsområde är havet kring Nya Zeeland. Inga underarter finns listade i Catalogue of Life.